# Edéa
Edéa je město v Kamerunu na řece Sanaga v regionu Littoral. Městem prochází železniční trať mezi největšími kamerunskými městy Douala a Yaoundé. Ve městě žije přibližně 73 tisíc obyvatel. Z průmyslu je zde zastoupeno zpracování bauxitu a dřeva, ocelárna a papírny. Ve městě je vodní elektrárna o výkonu 264 MW, z něhož dodává 60 % do výroby hliníku. V okolí města se pěstují banány, olejové palmy a kakao.